# Blechnum nigropaleaecum
Blechnum nigropaleaecum är en kambräkenväxtart som beskrevs av Arthur Hugh Garfit Alston. Blechnum nigropaleaecum ingår i släktet Blechnum och familjen Blechnaceae. Inga underarter finns listade.